# Sättuna hög
Sättuna hög är en kungshög  med 35 meters diameter i Kaga socken i Östergötland. Vid Sättuna i Kaga socken, på Roxens strand mellan Svartåns och Stångåns utflöden i sjön, ligger storhög som är odaterad.

## Fornminnesinventeringen beskrivning
Hög, 35 m i diameter och 4,5-5 meter hög. Nutida stenskoning, 0,8-1,5 meter av 0,5-1,0 meter stora stenar. Svacka i mitten på högen, 10 meter i diameter och 0,8 meter djup. I anläggningens östra del finns en grop, 10x7 meter stor i öst/väst  och 1-1,5 meter djup. På den sentida stenskoningen har odlingssten lagts upp. I stenskoningens östra del är en öppning med två grindstolpar av gråsten intill 1 meter höga.

## Högens omgivningar
Forskning om Östergötlands centrala järnåldersboplatser har medfört att ytorna runt Sättuna hög har genomsökts med metalldetektor under åren 2006 till 2008. Vid dessa avsökningar har ett antal metallföremål hittats med dateringar från folkvandringstid fram till sen tid.
Fynden omfattar tiden från 400 talet genom hela yngre järnåldern och in i sen tid. Av stort intresse är vendeltida smyckegjutning och rester av guldgubbetillverkning. Flera exklusiva smycken  från  yngre järnåldern har hittats. Sättuna i Östergötlands är en motsvarighet till Slöinge i Halland. Boplatsen är den fyndrikaste  från yngre järnåldern i Östergötland. Särskilt intressanta fynd var ett folkvandringstida bronsspänne med dekorationer av silverbleck. Ett korsformat spänne från vikingatiod med djurhuvudformade ändar. Det första fyndet  är startpunkten för boplatsens tid, tidiga folkvandringstid, fas D1, alltså lite äldre än tidigare äldsta belägg. Inga föremål av järn tillvaratogs. Fynden konserverades efter undersökningen. Under åren 2006-2008  genomfördes 102 mantimmars metallsökning kring Sättunahögen och 66 fynd tillvaratogs. En forskningsgrävning genomfördes under hösten 2008. Inga strukturer eller konstruktioner kunde dokumenterras vid undersökningen.
Metalldetektorfynden är dokumenterade under flera fyndplatser RAÄ 50 i Kaga socken och flera följande
Högen omnämns i Nordenskjölds Östergötlands minnesmärken från 1800-talet som senare gavs ut av Östergötlands Fornmonnesförening. Den beskrivs i Ridderstads Östergötlands beskrivning 1917 men äldsta beskrivningen finns i P D Widegrens tvåbandsverk Östergötland: Försök till en ny beskrifning öfver Östergöthland. I-II:1-2 från 1817-1829. Riksantikvarieämbetets fornminnesinventeringen från 1945 är den första moderna vetenskapliga beskrivningen,